# 2013 v dopravě
Tento článek obsahuje seznam událostí souvisejících s dopravou, které proběhly roku 2013.

## Únor
18. února
 V noci z 18. na 19. dosáhla elektrická jednotka typu 31WE z rodiny Newag Impuls na trati Centralna Magistrala Kolejowa rychlosti 211,6 km/h, což je rychlostní rekord vozidla polské výroby.

## Březen
8. března
 České dráhy (ČD) převzaly elektrickou jednotku 471.083, poslední soupravu řady 471 pro ČD.
27. března
 Byla zahájena modernizace železničního uzlu Ústí nad Orlicí na trase I. železničního koridoru.

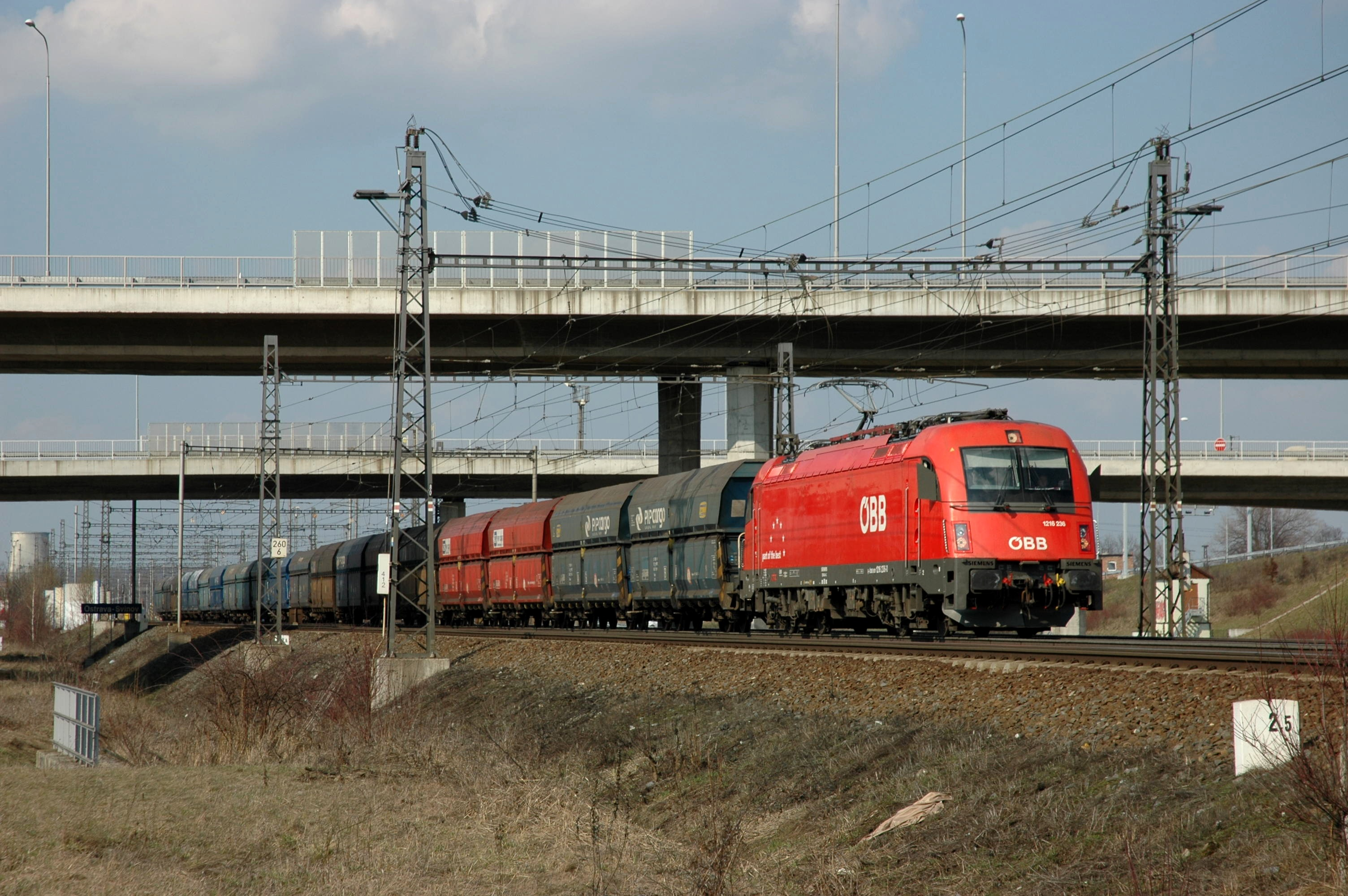
Vlak RCA s uhlím ve stanici Ostrava-Svinov

## Duben
1. dubna
  Rakouský dopravce Rail Cargo Austria ze skupiny ÖBB razantně vstoupil na český železniční trh, neboť převzal tranzitní přepravy černého uhlí mezi Polskem a Rakouskem.
5. dubna
  Byl zastaven pravidelný provoz nákladních vlaků přes hraniční přechod Meziměstí – Mieroszów.

## Květen
16. května
  Polský dopravce PKP Cargo zahájil pravidelný provoz na území Rakouska. Jedná se o intermodální vlaky mezi terminály v městech Sosnovec a Piacenza.
22. května
   Turecká společnost EKOL Lojistik zahájila provoz nové intermodální linky, která po železnici spojuje terminály EMT Trieste a AWT Ostrava-Paskov.

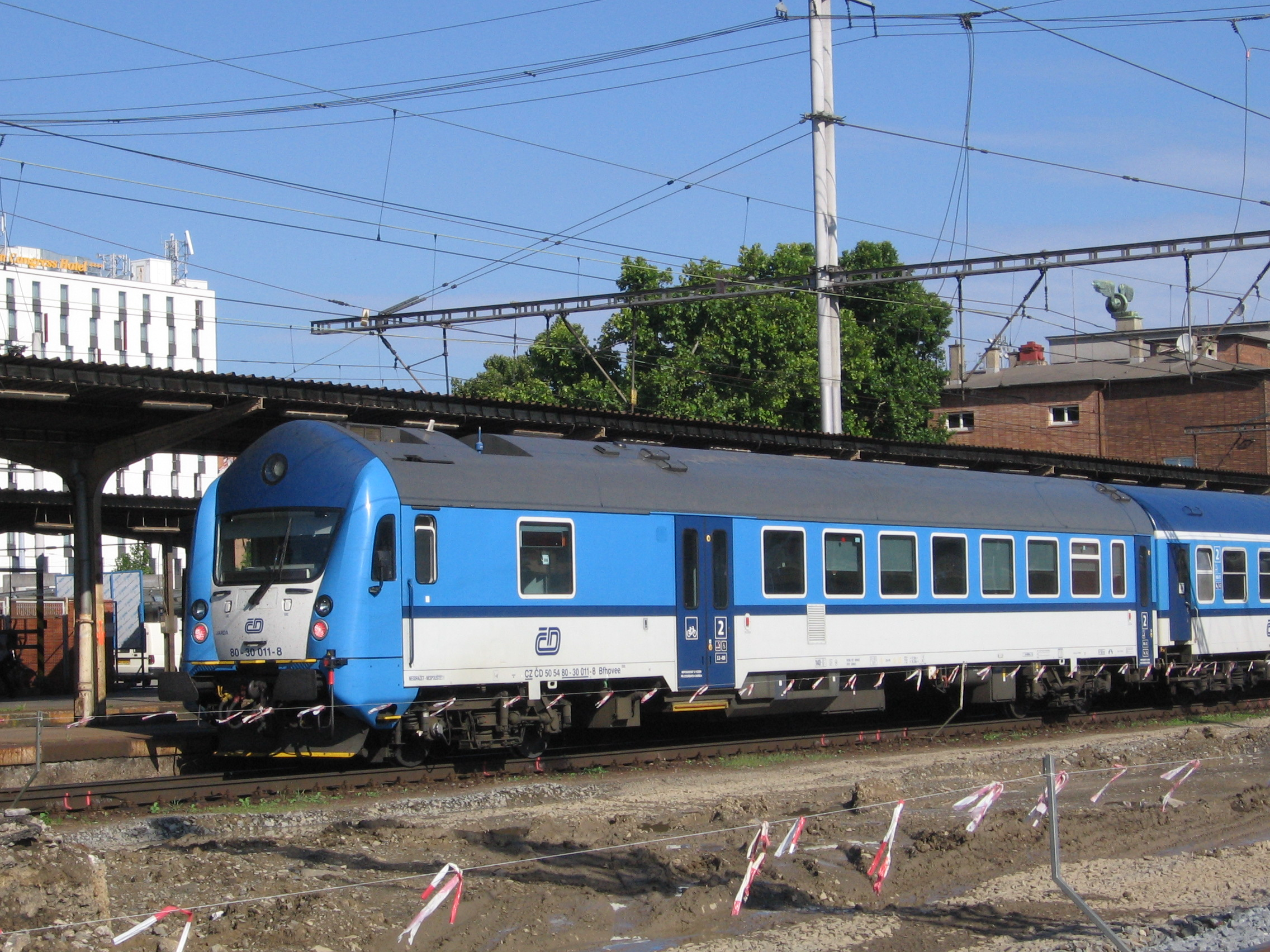
Řídicí vůz Bfhpvee^{295} ČD

## Červen
4. června
 U Velemína, Dobkoviček a Litochovic nad Labem došlo k sesuvu svahu na Trať 097 a stavbu Dálnice D8.
12. června
 Zkušebními jízdami posledních dvou vozů Bfhpvee295 č. 033 a 034 byla v dílnách Pars nova ukončena výroba řídicích vozů této řady pro České dráhy.

## Září
1. září
 Dopravní podnik Ostrava rozšířil svoji trolejbusovou síť o novou linku na Karolinu v centru města.
 Dopravce Advanced World Transport převzal dopravu hnědého uhlí z dolu ČSA do Elektrárny Chvaletice, předtím dopravu uhlí do elektrárny zajišťovalo ČD Cargo.

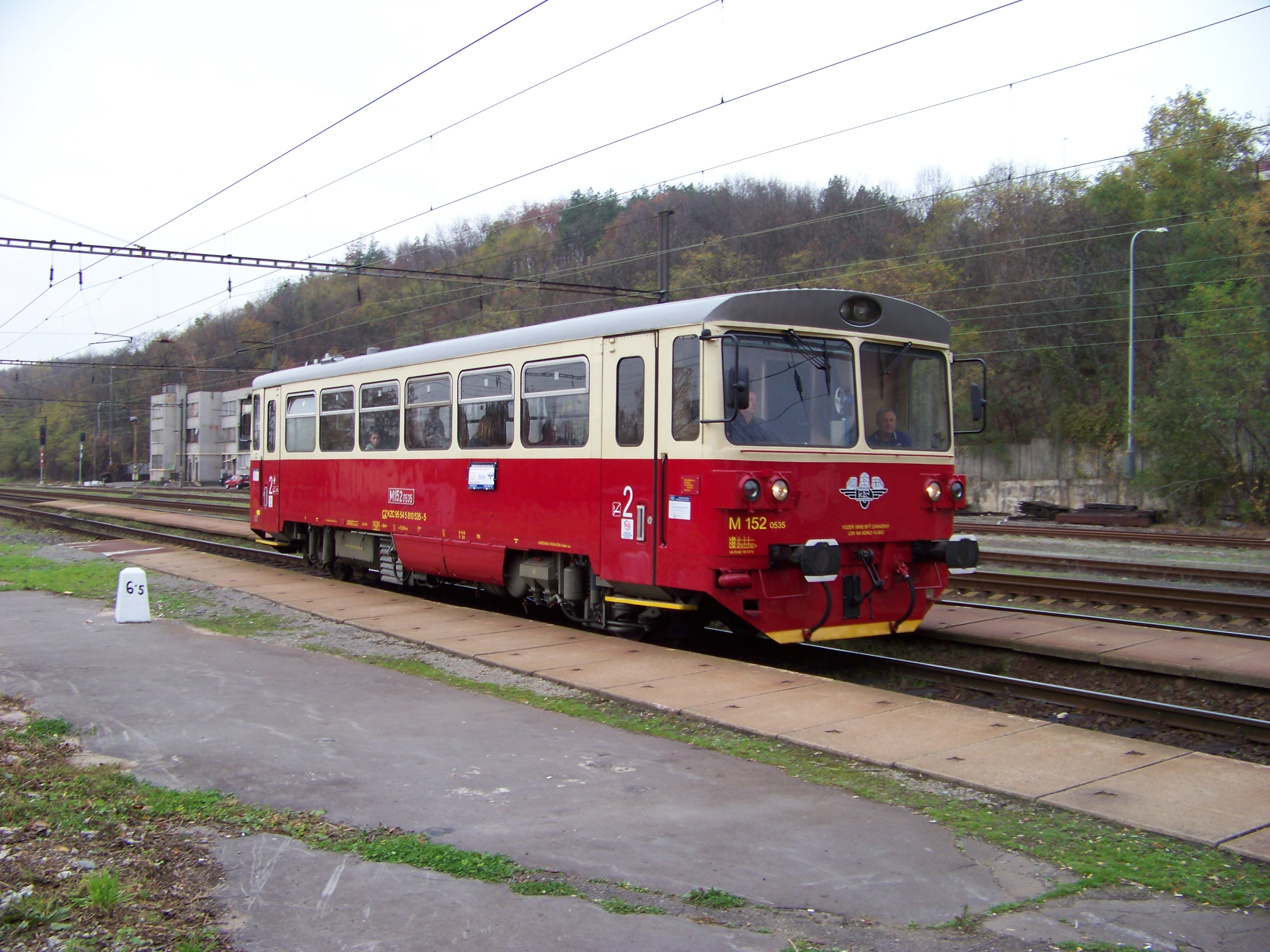
Motorový vůz řady 810 na lince S34

## Říjen
1. října
 Dopravce KŽC Doprava zahájil provoz nové vlakové linky S34 Pražské integrované dopravy, která spojila stanice Praha-Čakovice a Praha Masarykovo nádraží.

## Listopad
15. listopadu
 Před industriálním parkem v Ejpovicích proběhlo slavnostní zahájení stavby tunelu Ejpovice
29. listopadu
 V rámci olomouckého tramvajového provozu byl zahájen provoz s cestujícími na nové tramvajové trati vedoucí do Nových Sadů.